# Département du Nyong-et-Kéllé
Département du Nyong-et-Kéllé är ett departement i Kamerun.   Det ligger i regionen Centrumregionen, i den sydvästra delen av landet, 80 km väster om huvudstaden Yaoundé.